# دیزی هاگارد
دیزی هاگارد (انگلیسی: Daisy Haggard؛ زادهٔ ۱۹۷۸ (۴۶–۴۷ سال)) بازیگر، نویسنده اهل بریتانیا است. وی از سال ۱۹۹۶ میلادی تاکنون مشغول فعالیت بوده‌است.
از فیلم‌ها یا برنامه‌های تلویزیونی که وی در آن نقش داشته‌است می‌توان به هری پاتر و محفل ققنوس، اپیزود، و سقوط ناگهانی اشاره کرد.